# Máxima presión dinámica

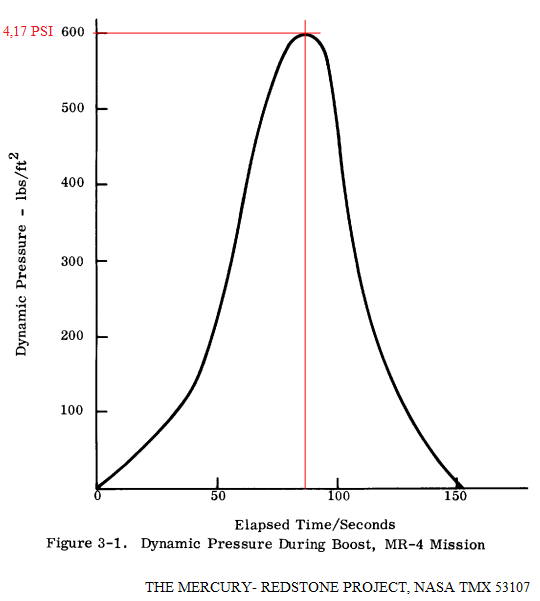
Gráfico de presión dinámica durante la misión Mercury Redstone 4. El punto de Máxima presión dinámica (Max Q) ocurrió 90 segundos después del lanzamiento, a 290 hPa.

En ingeniería aeroespacial, max Q es el punto de máxima presión dinámica, el punto donde se maximiza el estrés aerodinámico en una nave espacial en el vuelo atmosférico.
Considerando la definición de presión dinámica:
{\displaystyle q\ =\ {\frac {1}{2}}\rho v^{2}}
donde {\displaystyle q} es la cantidad de presión aerodinámica, {\displaystyle \rho } (ro) es la densidad del aire y {\displaystyle v} es la velocidad del vehículo, tenemos que tal cantidad es:
- cero en el despegue, cuando la densidad del aire {\displaystyle \rho } es alta pero la velocidad del vehículo {\displaystyle v\ =\ 0}
- cero fuera de la atmósfera, donde la velocidad v es alta pero la densidad del aire {\displaystyle \rho \ =\ 0}
- siempre positiva (cero o mayor) dando las cantidades correspondientes.

Por lo tanto, habrá necesariamente un punto donde la presión dinámica es máxima: ese punto es precisamente max Q.
En otras palabras, debajo del punto max Q, el efecto de la aceleración de la nave espacial reduce el decremento de la densidad para crear más presión dinámica (opuesta a la energía cinética) actuando sobre la nave. Por encima del punto max Q, lo opuesto es verdad, y la presión dinámica actuando contra la nave se reduce en tanto se reduce la densidad del aire, a la larga alcanzar un Q de 0 donde la densidad del aire es cero.
Como se explicó antes, "Q" o "q" es simplemente una cantidad llamada presión dinámica, que es una combinación de densidad del aire u velocidad. Durante el lanzamiento de un cohete, la velocidad aumenta porque el cohete acelera, pero cuanta más altura alcanza el cohete la densidad del aire disminuye más. Hay un punto donde la combinación de aumento de la velocidad y descenso de la densidad es máxima, y este es el punto denominado "max q". Los cohetes, aviones, misiles y otros vehículos están diseñados para soportar solo una cierta q máxima después de la cual sufrirán daño estructural, así que el término se usa también en ingeniería aeroespacial y no solo por la NASA.
Por ejemplo, durante un lanzamiento del transbordador espacial normal, el max Q está a una altitud de unos 11 km (35.000 ft).
Durante las misiones Apolo, el max Q ocurría entre los 13 y 14 km de altitud (43.000–46.000 ft).
El punto de max Q es clave durante el lanzamiento de un cohete, porque ese es el punto donde la estructura sufre el mayor estrés mecánico. La desintegración del transbordador espacial Challenger se produjo poco después del max Q.